# Wieńkowo
Wieńkowo [vjɛɲˈkɔvɔ] (tiếng Đức: Wenkendorf) là một ngôi làng thuộc khu hành chính của Cảnh sát Gmina, thuộc Hạt cảnh sát, West Pomeranian Voivodeship, ở phía tây bắc Ba Lan, gần biên giới Đức.
Nó nằm khoảng 7 kilômét (4 mi) phía tây bắc của Cảnh sát và 20 km (12 mi) phía bắc thủ đô khu vực Szczecin.